# Carlo a Marca (Hauptmann)
Carlo a Marca (* um 1622 in Mesocco; † vor 3. Juni 1681 ebenda) war ein Schweizer Notar, Militär, Hauptmann und Landeshauptmann im Veltlin, Landammann und Statthalter.

## Biografie
Carlo war Sohn des Podestà von Morbegno Gaspare und dessen Ehefrau Anna Gioiero von Castaneda GR. Er war Enkel des Giovanni Antonio Gioiero. Er heiratete 1642 Dorotea Brocco von Mesocco. Er studierte bei den Jesuiten in Luzern und am Collegio Elvetico in Mailand.
Später war er Hauptmann im Dienst der Republik Venedig. Als öffentlicher Notar war er mehrmals Minister des Vikariats von Mesocco. In den Jahren 1677–1679 war er Gouverneur des Valtellina, Landammann der Gerichtsgemeinde Mesocco und Statthalter im Sondrio. Er war der Stammvater der gesamten heute noch bezeugten Familie a Marca; die anderen Zweige der Familie sind ausgestorben.